# Борус (хребет)
Борус (хак. Хан-Пурғус) — горный хребет на юге Красноярского края России, в системе Западного Саяна. Расположен в окрестности посёлка Черёмушки городского округа Саяногорск на берегу Енисея. Входит в состав национального парка «Шушенский бор».

## Этимология
Название происходит от монгольского слова бороо — «дождь», борооны ус — «дождевая вода», то есть хребет «дождливый», что подтверждается метеорологическими данными.
Согласно хакасским мифам, гора названа в честь Боруса или Бургуса, спасшегося на плоту во время всемирного потопа, а затем, через 40 дней, приставшего к ее вершине. Окаменевший плот якобы находится на вершине г. Борус. Гора Борус является самой главной и почитаемой в мировоззрении хакасского народа, в шаманских молитвах ее величали «Хан-Пурғус тасхыл хайрохан» — господин царский Борус.

## Описание
Хребет вытянут с юго-запада на северо-восток и включает в себя четыре вершины: Балантат, Пойлова (высшая точка, 2318,7 м), Голубая и Борус. Преобладают среднегорные, сглаженные формы рельефа. У подножья гор — таёжные леса, у вершин — кедровое редколесье. В зимнее время вершины покрываются снегом, который, в зависимости от погоды, может лежать до конца лета. На хребте есть три обжитые стоянки: Водопад («Рябиновый») — 1200 м, Пелехово — 1500 м (в данный момент сожжено) и Банзай — 1400 м.